# ادورن، بیپازاری
ادورن، بیپازاری (به لاتین: Adaören, Beypazarı) یک  Köy  در ترکیه است که در ankara province واقع شده‌است.